# فلوئورواستامید
فلوئورواستامید (به انگلیسی: Fluoroacetamide) با فرمول شیمیایی C۲H۴FNO یک ترکیب شیمیایی با شناسه پاب‌کم ۱۲۵۴۲ است. که جرم مولی آن ۷۷٫۰۵۸ g/mol می‌باشد. 